# 46580 Ryouichiirie
46580 Ryouichiirie è un asteroide della fascia principale. Scoperto nel 1992, presenta un'orbita caratterizzata da un semiasse maggiore pari a 2,6632670 UA e da un'eccentricità di 0,1308523, inclinata di 13,66309° rispetto all'eclittica.
L'asteroide è dedicato all'astrofilo giapponese Ryouichi Irie.